# イン・ザ・ネイム・オブ・ラブ
In the Name of Love アバター または イン・ザ・ネイム・オブ・ラブ は、1997年7月にライノ・エンタテインメントからリリースされたアース・ウィンド・アンド・ファイアー による17枚目のスタジオアルバムです。 アルバムは、英国のR＆Bアルバムチャートで19位、日本のオリコンアルバムチャートで25位に達しました。

## 概要概要
アルバム

## 重要なレセプション
| 専門評論家によるレビュー | 専門評論家によるレビュー |
| レビュー・スコア         | レビュー・スコア         |
| 出典                     | 評価                     |
| ------------------------ | ------------------------ |

## チャート
| 年     | チャート                     | ポジション |
| ------ | ---------------------------- | ---------- |
| 1996年 | 日本のアルバム（オリコン）   | 25         |
| 1997年 | UK R＆Bアルバムチャート      | 19         |
| 1997年 | 米国のビルボードR＆Bアルバム | 50         |
| 1997年 | アルバムトップ100            | 78         |

シングル
| 年     | シングル                   | チャート                                       | ポジション |
| ------ | -------------------------- | ---------------------------------------------- | ---------- |
| 1996年 | "革命"                     | 「ホットR＆B /ヒップホップシングル＆トラック」 | 89         |
| 1997年 | 「愛がうまくいかないとき」 | 「アダルトR＆Bソングス」                       | 33         |
| 2006年 | 「あなたの心を変える」     | 「ビルボードアダルトR＆Bソングス」             | 26         |